# Бібліотека тибетських творів та архівів

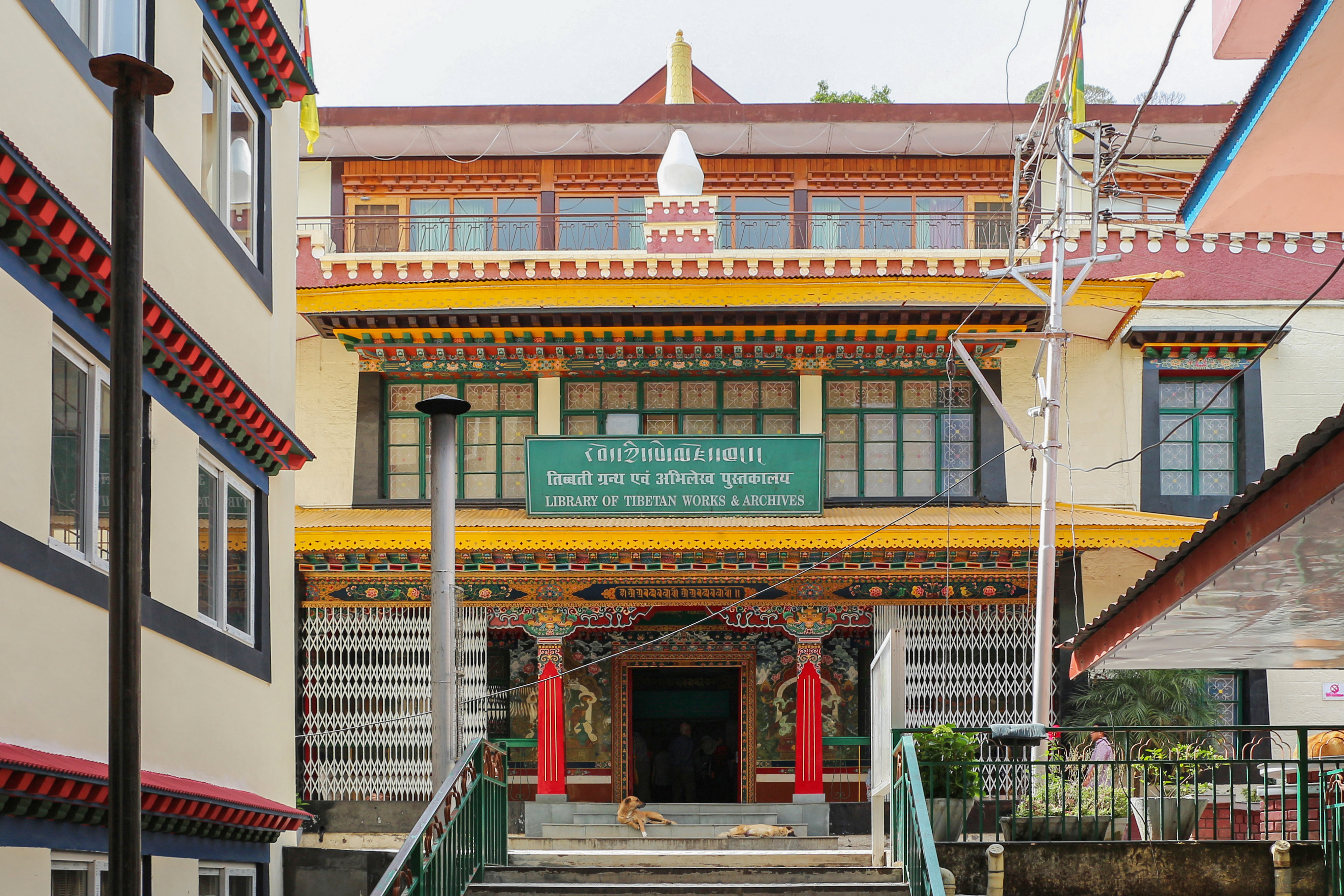
Бібліотека тибетських творів та архівів

Бібліотека тибетських творів та архівів (LTWA) — тибетська бібліотека в Дармсалі, Індія. Заснована 11 червня 1970 року Тензіном Г'ятсо, 14-м Далай-ламою, і вважається однією з найвизначніших бібліотек та наукових установ тибетських творів у світі.
Бібліотека містить джерела, які були перевезені з Тибету під час еміграції після повстання 1959 року, зокрема важливі тибетські буддійські рукописи та архіви, пов'язані з історією, політикою, культурою і навіть мистецтвом Тибету. Вона містить понад 80 тисяч рукописів, книг і документів; понад 600 тхангків, статуй та інших артефактів буддистської спадщини; 10 000 фотографій; та багато інших матеріалів.
Серед директорів був Геше Лхакдор, а Геше Сонам Рінчен був науковим резидентом.
На другому поверсі бібліотеки знаходиться музей (відкритий у 1974 році), який містить видатні артефакти та предмети, які датуються XII століттям.